# Куадрилья-де-Аяла
Куадрилья-де-Аяла (исп. Cuadrilla de Ayala, баск. Aiaraldea) — район (комарка) в Испании, входит в провинцию Алава в составе автономного сообщества Страна Басков. Муниципальные органы управления исторически находятся в городе Респальдиза (Respaldiza), крупнейшие города — Льодио и Амуррио, соответственно второй и третий по численности населения в Алаве.

## Муниципалитеты
1. Амуррио
2. Арсеньега (Алава)
3. Аяла
4. Льодио
5. Окендо (Алава)